# Baselitz (Priestewitz)
Baselitz ist ein Ortsteil der Gemeinde Priestewitz im Landkreis Meißen in Sachsen. 

## Geografie und Verkehrsanbindung
Der Ort liegt südwestlich des Kernortes Priestewitz an der K 8553. Südlich fließt der Kmehlenbach und nördlich der Seußlitzer Bach. Nordwestlich erstreckt sich das Naturschutzgebiet Seußlitzer Grund. Etwas weiter westlich fließt die Elbe. Östlich verläuft die B 101. Eine Buslinie verbindet Baselitz unter anderem mit Gävernitz, Priestewitz und Großenhain.